# Торкијати (Авелино)
Торкијати је насеље у Италији у округу Авелино, региону Кампанија.
Према процени из 2011. у насељу је живело 2762 становника. Насеље се налази на надморској висини од 273 м.